# HMS C11
HMS C11 – brytyjski okręt podwodny typu C. Zbudowany w latach 1906–1907 w Vickers w Barrow-in-Furness. Okręt został wodowany 27 marca 1907 roku i rozpoczął służbę w Royal Navy 3 września 1907 roku. 
Okręt został zatopiony w wyniku kolizji z węglowcem na południe od w Cromer w dniu 14 lipca 1909 roku. Tylko trzech marynarzy przeżyło, m.in. Geoffrey R. S. Watkins, późniejszy dowódca wielu okrętów wojennych np. HMS E45.